# Deriàbkino
Deriàbkino (en rus: Дерябкино) és un poble de l'óblast de Vorónej, a Rússia, segons el cens del 2018 tenia 489 habitants.